# Heliconius jonas
Heliconius jonas är en fjärilsart som beskrevs av Gustav Weymer 1893. Heliconius jonas ingår i släktet Heliconius och familjen praktfjärilar. Inga underarter finns listade i Catalogue of Life.